# Кирена
Вижте пояснителната страница за други значения на Кирена.
Кирена (на гръцки: Κυρήνη) е един от най-известните градове в Античността, център на историческата област Киренайка. Градът е посветен на Аполон и се намира на територията на съвременна Либия, на 16 км от морското пристанище Аполония. Основан е през 631 г. пр. Хр. след предсказание на делфийския оракул, направено пред Бат-Аристотел. Руините на Кирена са защитени от ЮНЕСКО като паметник на Световното наследство.
По данни на Херодот, главният град на древна Либия е основан от преселници от цикладския остров Санторини, първоначално на остров Платея, а после и на самия материк, на 16 км от морето. Първият цар на Кирена (на дорийски диалект Кирана) е Бат-Аристотел.
По време на господството на династията на Батиадите (управляват 8 поколения), Кирена, благодарение на мореплаването и търговията скоро достига голям разцвет и след продължителна и жестока борба с Египет и Картаген става независима. Властта на Батиадите е унищожена от персийския цар Камбиз II, който присъединява Кирена към египетските сатрапии.
По време на господството на персите, продължило 200 г., Кирена става (ок. 460 г. пр. Хр.) република; към това време се отнася и разцвета на киренската философска школа. През 321 г. пр. Хр. египетския цар Птолемей I завладява Киренайка. Пет от градовете – Кирена, Аполония, Птолемаида (Барка), Арсиноя (Тавхира) и Береника (Евгеспериди) съставят съюз („пентаполь“, петградие), са преобразувани през 117 г. пр. Хр. в царство на династията на Птолемеите, последния представител на които Апион, завещава Кирена на римляните и тя е присъединена в административно отношение към провинция Крит (67 г. пр. Хр.).